# Ben Coates
Ben Terrence Coates (Greenwood, 16 agosto 1969) è un ex giocatore di football americano statunitense che ha giocato nel ruolo di tight end nella National Football League (NFL). Fu scelto nel corso del quinto giro (124º assoluto) del Draft NFL 1991 dai New England Patriots. All'università ha giocato a football al Livingston College.

## Carriera professionistica
Coates fu scelto nel corso del quinto giro del Draft 1991 dai New England Patriots. Nelle sue prime due stagioni giocò sporadicamente ma la sua carriera cambiò con l'arrivo del quarterback Drew Bledsoe e del leggendario allenatore Bill Parcells nel 1993, in cui guidò i Patriots con 53 ricezioni per 629 yard e 8 touchdown, due dei quali nella vittoria dell'ultima gara della stagione ai supplementari coi Miami Dolphins
Nel 1994, Coates stabilì il record NFL per ricezioni da parte di un tight end con 96 (superato da Tony Gonzalez nel 2004), per 1.174 yard e 7 touchdown, venendo convocato per il primo di cinque Pro Bowl consecutivi.
Nel 1996 Coates ricevette 62 catches per 682 yard e 9 touchdown, il più importante dei quali diede la vittoria ai Patriots per 23-22 sui New York Giants nell'ultima gara della stagione regolare. I Patriots giunsero fino al Super Bowl XXXI dove persero coi Green Bay Packers 35-21 e dove Coates guidò la propria squadra con 6 ricezioni per 66 yard e un touchdown.
Dopo la stagione 1999, Coates fu svincolato dai Patriots, trasferendosi ai Baltimore Ravens, con cui vinse il Super Bowl XXXV. Quando fu svincolato a fine stagione decise di ritirarsi, trovandosi in quel momento al quarto posto di tutti i tempi per yard ricevute da un tight end dietro Ozzie Newsome, l'ex compagno Shannon Sharpe e Kellen Winslow.

## Vittorie e premi
- Super Bowl : 1 Vincitore del Super Bowl XXXV
- (5) Pro Bowl (1994, 1995, 1996, 1997, 1998)
- (2) First-team All-Pro (1994, 1995)
- (1) Second-team All-Pro (1998)
- Formazione ideale della NFL degli anni 1990
- Formazione ideale del 50º anniversario dei Patriots
- New England Patriots Hall of Fame

## Statistiche
| Partite totali | 158   |
| Ricezioni      | 499   |
| Yard ricevute  | 5.555 |
| Touchdown      | 50    |